# Palau dels Escrivà
El palau dels Escrivà, situat en la plaça de Sant Lluís Bertran núm. 1 de la ciutat de València, és un edifici residencial construït en el segle xv en estil gòtic que va ser reformat en el segle xviii.
El Palau està catalogat com a Bé d'Interès Cultural, presentant com a codi identificatiu: R-I-51-0001656, i categoria de Monument, per declaració singular.
L'aspecte actual del Palau delata la reforma que hagué de patir en el segle xviii, puix que anteriorment, i fins a principis del set-cents, presentava merlets i finestres coronelles gòtiques que ha descobert la respectuosa repristinació.
La portada és d'estil gòtic i pedra de carreus. Hi destaca el gran timpà amb l'escut del segle divuit dels Verdes-Montenegro, orlat de llambrequins rococó i emmarcat per un gran arrabà motllurat.
L'exterior de la façana, de pedra en el sòcol i recoberta d'arrebossat de morter en la resta, obri finestrals al semisoterrani i entresol, tancats per reixes, i balconades en la planta principal i pis alt. Contribueix a realçar el noble aspecte d'aquest palau la sortint volada del ràfec de fusta, recolzat sobre bigues.
Franquejada la portada es penetra a un pati quadrat de gran caràcter, a través d'un vestíbul de planta també quadrada amb el sostre format per un enteixinat de fusta. Com és habitual en aquest tipus d'edificacions, dues portes a banda i banda del vestíbul comuniquen amb les estades en semisoterrani, destinades un temps a habitatges, que mantenen certa prestància pel seu cobriment a força de grans bigues de fusta vista. A través d'un senzill arc rebaixat es passa al pati descobert, del que arranca pel costat est l'escala principal, semidescoberta, característica d'aquestes edificacions. Aquesta escala consta de dos trams en angle recte, units per un replà per on s'accedeix —a través d'una porta d'arc conopial— a l'entresol.
El replà es cobrix amb senzilla volta estrellada i les estances de l'entresol destaquen pels dos interessants enteixinats decorats amb motius geomètrics, tallats o pintats de verd, roig i blanc. Un d'ells ha estat traslladat últimament al pis principal. Al fons del pati un altre arc rebaixat dona pas a una galeria coberta amb sostrada de bigues per la qual s'accedeix a les antigues cavallerisses. A banda i banda del pati dues portes condueixen a sengles cambres en semisoterrani, els antics graner i celler.
Va ser casa pairal dels Escrivà, llinatge valencià que arranca de Guillem Bell-lloc, l'escrivà, secretari de Jaume I.